# Nolan Roux
Nolan Roux (* 1. März 1988 in Compiègne) ist ein französischer Fußballspieler.

## Karriere

### Verein
Roux spielte in der Jugend für SM Caen, AS Beauvais und RC Lens. Ab der Saison 2008/09 gehörte er zum Profikader von RC Lens, wo er am 15. September 2008 zu seinem ersten und einzigen Einsatz für Lens in der Ligue 2 kam. Zur Saison 2009/10 wechselte er zu Stade Brest, wo er den Aufstieg in die Ligue 1 schaffte und bester Torschütze seiner Mannschaft war. Im Januar 2012 wechselte Roux zum OSC Lille, wo er einen bis zum 30. Juni 2016 gültigen Vertrag unterschrieb. Ein Jahr vor Ablauf seines Vertrages wurde Roux an den Ligakonkurrenten AS Saint-Étienne verkauft. Hier blieb er zwei Jahre und wechselte dann für eine Saison zum FC Metz, wo er 15 Saisontore erzielte. Von 2018 bis 2020 spielte der Stürmer für Erstligist EA Guingamp. Seit Januar 2020 spielte Roux für Olympique Nîmes, bevor er im Sommer 2021 zu LB Châteauroux wechselte. Dort spielte er bis 2023 und beendete nach einem Jahr Vereinslosigkeit 2024 seine Karriere als Profi-Fußballer.

### Nationalmannschaft
Am 2. März 2010 kam er zu seinem ersten Einsatz für die französische U-21-Nationalmannschaft, als er beim Spiel gegen Kroatien (3:1) in der Startaufstellung stand und auf Anhieb zwei Tore erzielte.